# Djenné
La ciudad de Djennée, también conocida como Dienné, Djenné, Jenne o Yenné, es un histórico enclave religioso y comercial situado en el delta interior del río Níger, cerca de la confluencia de los ríos Bani y Níger, en la parte central de la actual Malí. Fue, junto a Tombuctú y Mopti, una de las grandes ciudades del Sudán. Su fundación data del siglo IX, y su apogeo como emporio comercial tuvo lugar en los siglos XIV-XVI, cuando perteneció sucesivamente a los imperios de Malí y Songhay. Por entonces, Djenné ya se había islamizado y en su centro se hallaba construida la Gran Mezquita, el monumento más sobresaliente de la arquitectura sudanesa. En el pasado la ciudad fue centro de comercio y enseñanza. La ciudad es famosa por su característica arquitectura a base de ladrillos de adobe.

## Geografía
La ciudad de Djenné se encuentra en la región de Mopti, situada en la parte central de Malí, en el delta interior del río Níger. La ciudad es capital de la subdivisión administrativa del Círculo de Djenné (Cercle en francés), que cuenta con unos 160.000 habitantes. Djenné se encuentra en la parte oriental del río Bani, que pasa por la ciudad, mientras que el río Níger pasa por su noroeste, confluyendo ambos en un lugar cercano.

## Arte y monumentos
El centro histórico de la ciudad de Djenné, junto con varios yacimientos arqueológicos de los alrededores, que representan etapas anteriores del poblamiento de la región, fue declarado Patrimonio de la Humanidad de la Unesco en 1988:
| Código  | Nombre                        | Coordenadas                                     |
| ------- | ----------------------------- | ----------------------------------------------- |
| 116-001 | Djenné-Djeno (antigua Djenné) | 13°53′32.6″N 4°32′22.3″O / 13.892389, -4.539528 |
| 116-002 | Kaniana                       | 13°54′53.7″N 4°34′7.9″O / 13.914917, -4.568861  |
| 116-003 | Tonomba                       | 13°54′23.2″N 4°32′51.8″O / 13.906444, -4.547722 |
| 116-004 | Djennée                       | 13°54′23″N 4°33′18″O / 13.90639, -4.55500       |
| 116-005 | Hambarketolo                  | 13°53′43.1″N 4°32′23.3″O / 13.895306, -4.539806 |